# Błyskoporek guzkowaty
Błyskoporek guzkowaty (Mensularia nodulosa (Fr.) T. Wagner & M. Fisch.) – gatunek grzybów z rodziny szczeciniakowatych (Hymenochaetaceae).

## Systematyka i nazewnictwo
Pozycja w klasyfikacji według Index Fungorum: Mensularia, Hymenochaetaceae, Hymenochaetales, Incertae sedis, Agaricomycetes, Agaricomycotina, Basidiomycota, Fungi.
Po raz pierwszy takson ten zdiagnozował w 1838 r. Elias Fries nadając mu nazwę Polyporus nodulosus. Później zaliczany był do różnych innych rodzajów. Obecną, uznaną przez Index Fungorum nazwę nadali mu w 2001 r. T. Wagner i M. Fisch., przenosząc go do rodzaju Mensularia.
Niektóre synonimy:

- Inoderma nodulosum (Fr.) P. Karst. 1879
- Inonotus nodulosus (Fr.) P. Karst. 1882
- Inonotus radiatus var. nodulosus (Fr.) Pilát 1942
- Microporus nodulosus (Fr.) Kuntze 1898
- Polyporus nodulosus Fr. 1838
- Polystictus nodulosus (Fr.) Cooke 1886
- Xanthochrous nodulosus (Fr.) Pat. 1900
- Xanthoporia nodulosa (Fr.) Ţura, Zmitr. 2012

Nazwę polską zaproponował Władysław Wojewoda w 1999 r. W polskim piśmiennictwie mykologicznym gatunek ten opisywany był też jako włóknouszek guzkowaty i włóknouszek promienisty odmiana guzkowata.

## Morfologia
Owocnik
Rozpostarto-odgięty. Stanowi przejściową formę między gatunkami o owocnikach kapeluszowych, a gatunkami o owocnikach typowo rozpostartych (resupinowatych). Czasami występuje tylko w formie rozpostartej, często jednak w górnej części tworzy niewielkie, guzkowate o trójkątnym kształcie kapelusiki. Owocniki wieloletnie, prawie zawsze tworzące duże grupy, pozrastane z sobą i ułożone dachówkowato. Często zajmują duże powierzchnie. Pojedynczy owocnik ma szerokość 1,5–3 cm i grubość do 1 cm, kształt guzowaty, półkulisty, konsolowaty. Do podłoża przyrasta bokiem, często jedne owocniki wyrastają na innych.
Górna powierzchnia nierówna, promieniście pofałdowana, brodawkowata, czasami niewyraźnie koncentrycznie strefowana. U młodych owocników jest aksamitna, owłosiona, potem naga. Początkowo ma barwę żółtą, potem pomarańczowobrązową, w końcu ciemnobrązową. Brzeg jaśniejszy, ostry.
Hymenofor

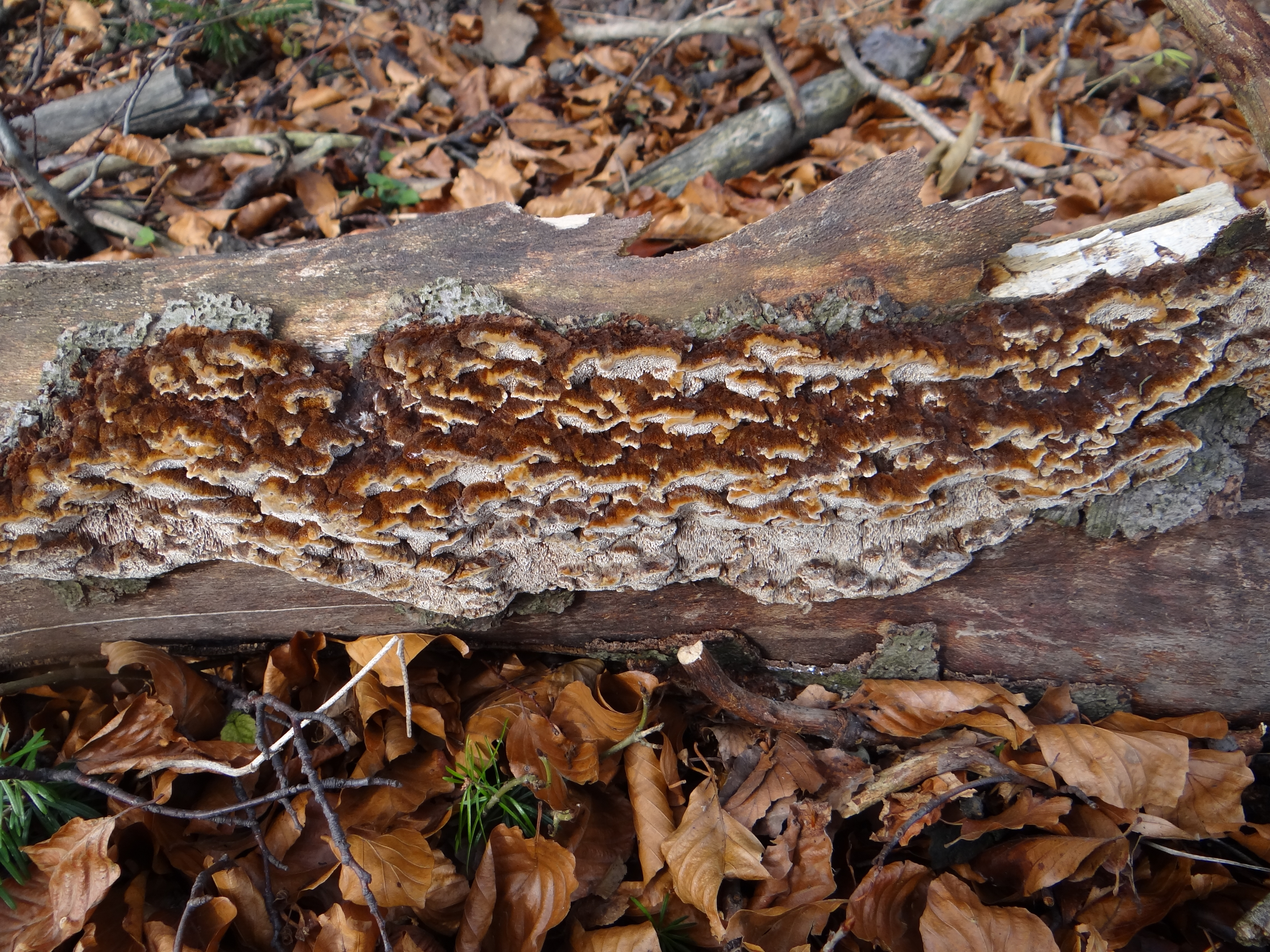
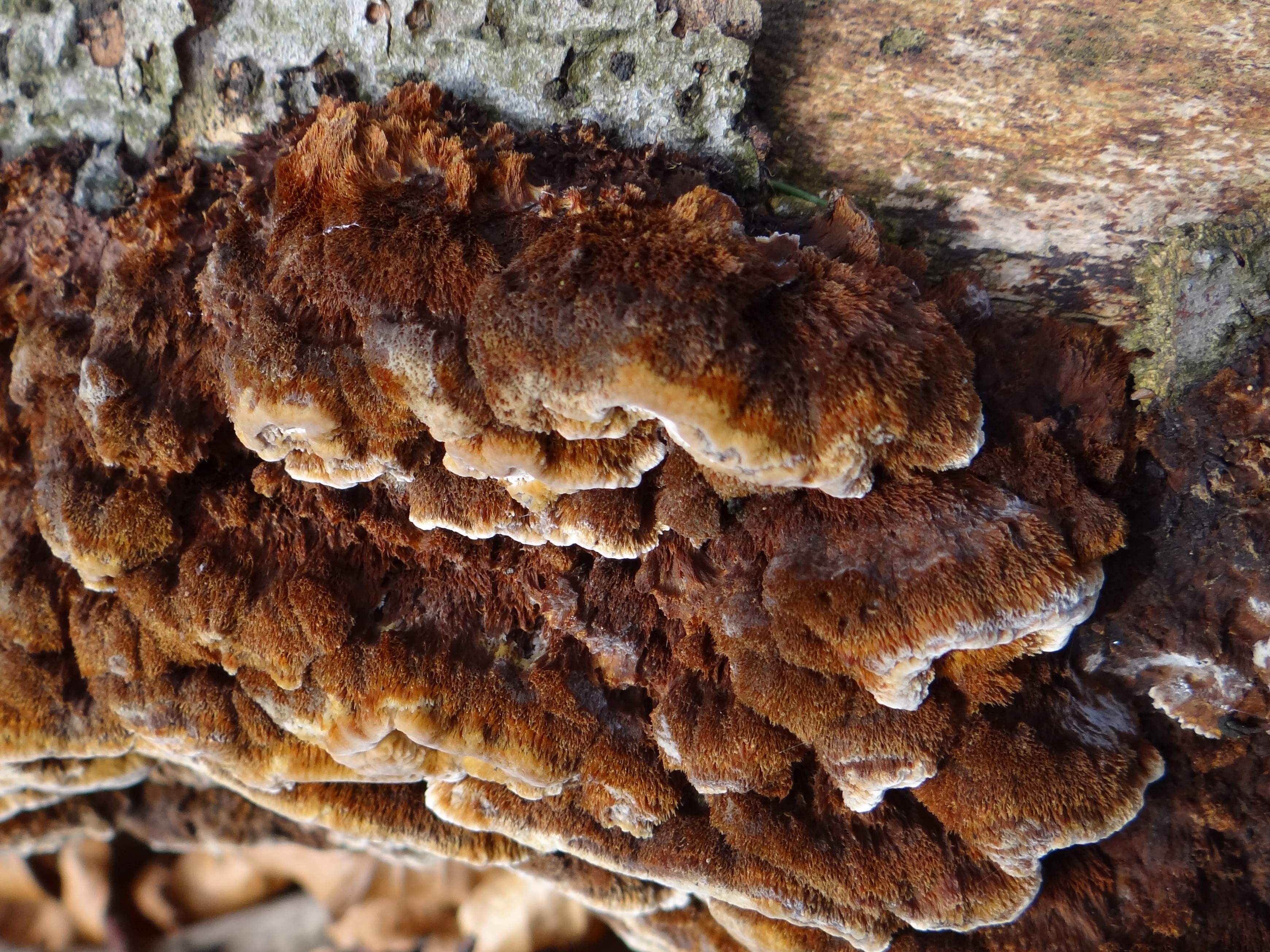
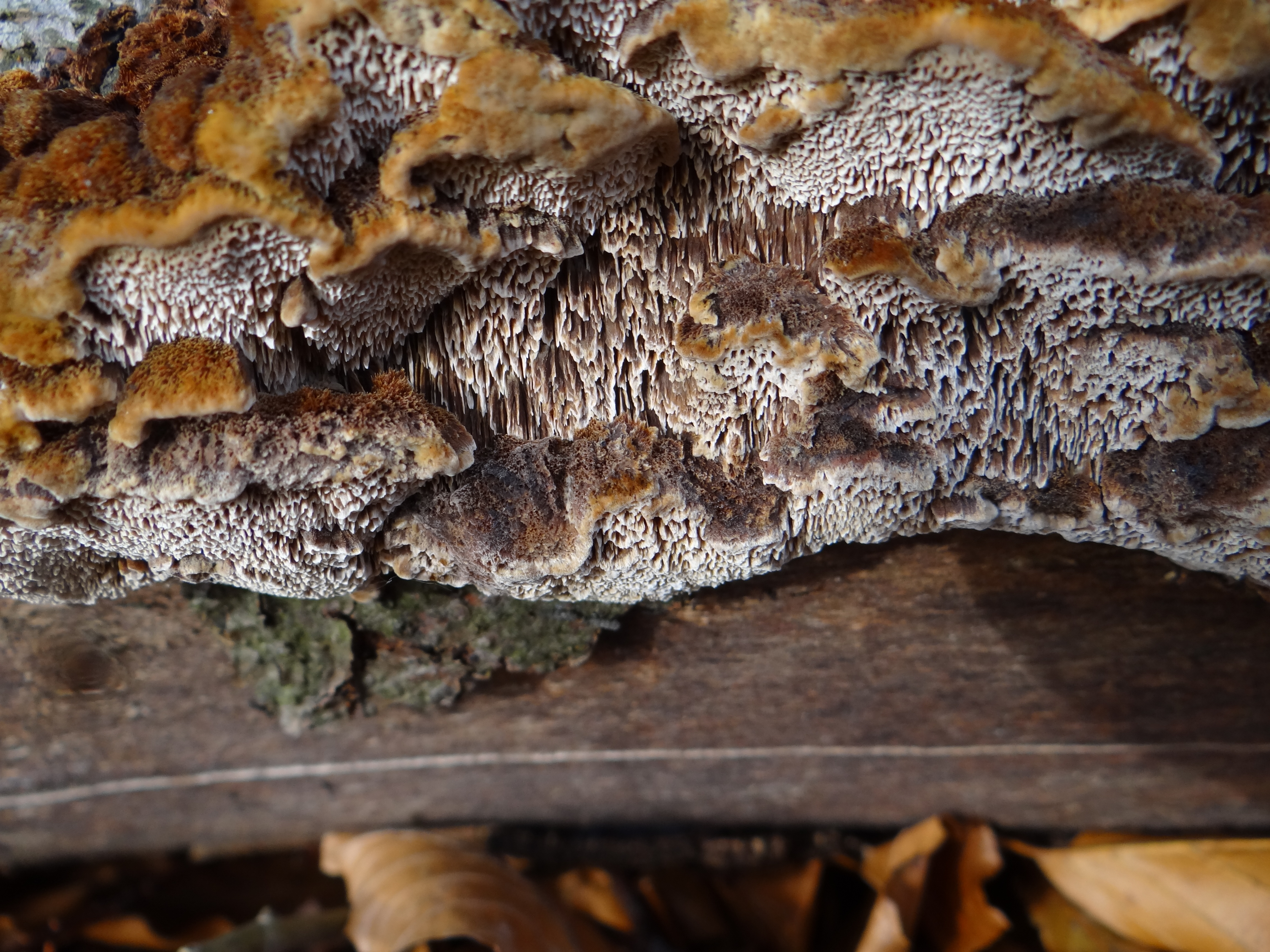
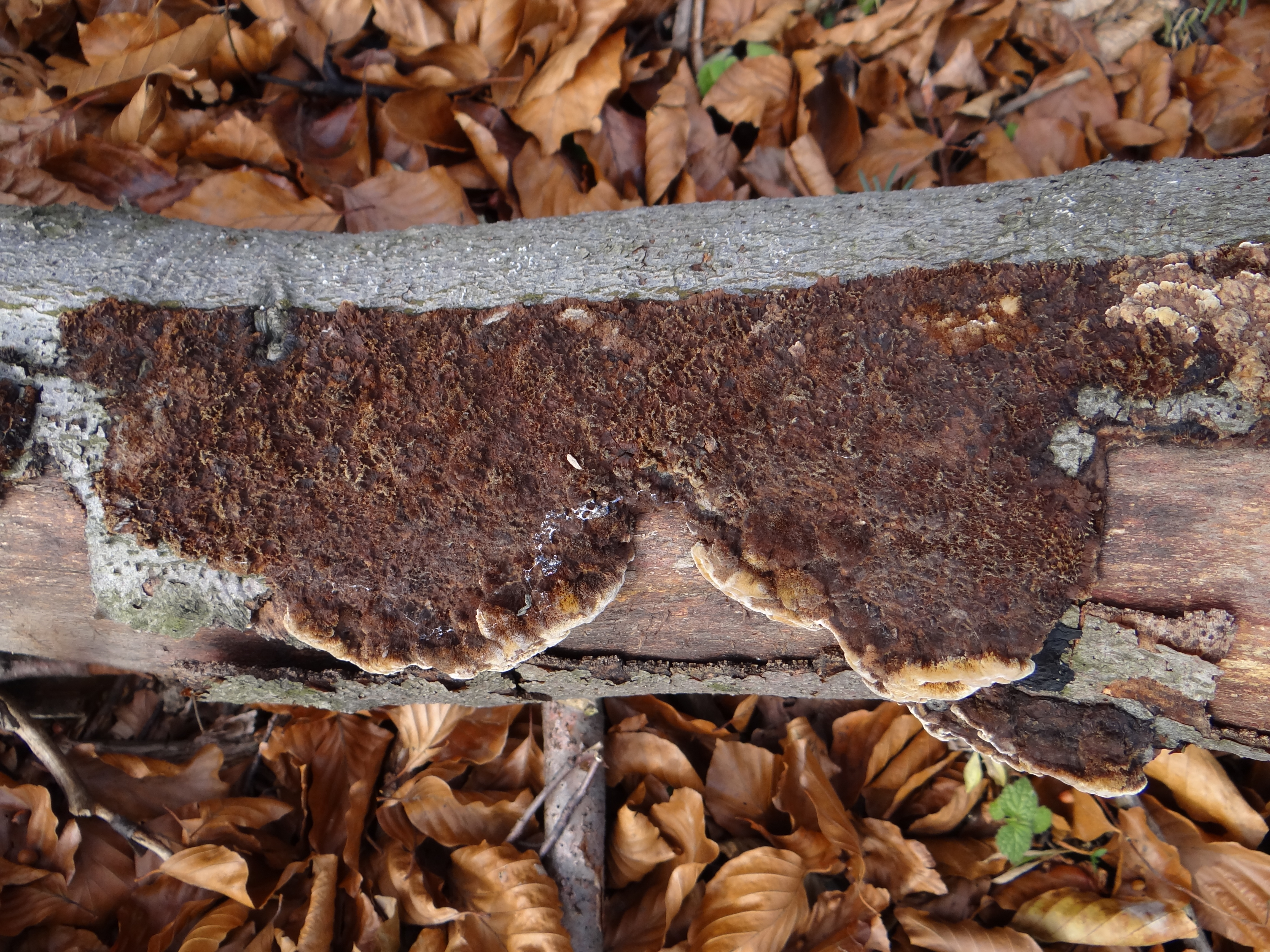

Rurkowaty. Rurki o długości 5–6 mm, tworzące jedną tylko warstwę. Pory kanciaste i skierowane ukośnie w dół. Pojedynczy por ma średnicę 0,25-0,5 mm, na 1 mm mieści się ich 3-4. W hymenium znajdują się wydłużone, szydłowate, ostro zakończone, grubościenne, ciemnobrązowe szczecinki o długości około 60 μm i średnicy 10 μm.
Miąższ
Grubość do 0,6 cm, twardy, korkowaty, łamliwy. Początkowo jest białawy, potem kremowy, w końcu brunatny. Smak i zapach niewyraźny.
Wysyp zarodników
Żółtawy. Zarodniki o kształcie od owalnego do szeroko elipsoidalnego z zaostrzoną podstawą, gładkie, cienkościenne lub grubościenne, słomkowożółte, o rozmiarach 4,5–5,5 × 3,5–4 μm.

## Występowanie i siedlisko
Notowany jest w Europie i w Japonii. W piśmiennictwie naukowym podano wiele jego stanowisk na terenie Polski, prawdopodobnie nie jest rzadki.
Występuje na niżu i w niższych położeniach górskich, głównie na bukach. 

## Znaczenie
Grzyb niejadalny. Jest saprotrofem lub pasożytem słabości atakującym głównie drzewa osłabione. Wywołuje białą zgniliznę drewna. Infekuje drzewa przez rany. 

## Gatunki podobne
Podobny jest błyskoporek promienisty (Inonotus radiatus), którego owocniki też zazwyczaj występują gromadnie, ale głównie na olszach. Odróżnia się od niego także mniejszymi owocnikami i długimi szydłowatymi szczecinkami w hymenium.